# Vladimir Volodin
Vladimir Volodin (Mosca, 8 luglio 1896 – Mosca, 27 marzo 1958) è stato un attore sovietico.

## Filmografia parziale

### Attore
- Čempion mira (1954)
- Bezumnyj den' (1956)
- Dragocennyj podarok (1956)

## Premi
- Artista onorato della RSFSR
- Artista popolare della RSFSR
- Ordine della Bandiera rossa del lavoro
- Ordine del distintivo d'onore
- Premio Stalin